# Wybuch

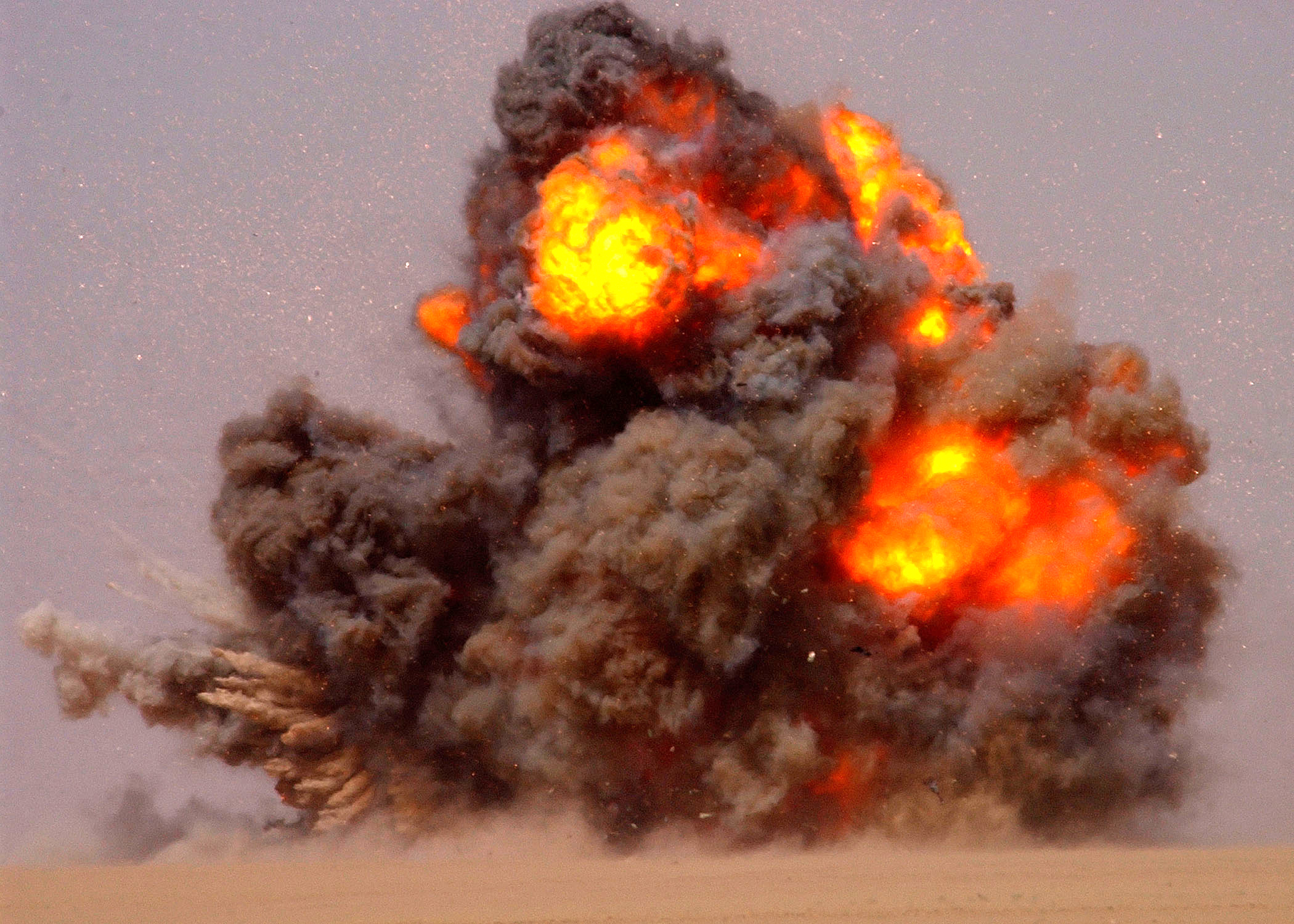
Eksplozja ładunku wybuchowego

Wybuch – gwałtowne wydzielenie dużych ilości energii, któremu towarzyszą zwykle nagły wzrost temperatury i ciśnienia oraz emisja promieniowania (np. błyskawica, impuls świetlny wybuchu jądrowego) i fal akustycznych (np. grom dźwiękowy, huk wystrzału). Wybuchy są spowodowane:
- przebiegiem szybkich egzotermicznych reakcji chemicznych (np. spalania), zwłaszcza reakcji łańcuchowych rozgałęzionych
- gwałtownymi zjawiskami fizycznymi (np. wybuchy kotłów parowych i butli gazowych)[b][c]; spośród wybuchów o mechanizmie fizycznym są wyodrębniane – jako odrębna grupa – wybuchy jądrowe[2].

„Wybuchy chemiczne”, np. eksplozje materiałów wybuchowych, wiążą się z powstawaniem dużych ilości gazowych produktów reakcji (pierwotnych i wtórnych), a wskutek tego z występowaniem wielu zjawisk fizycznych, tj. wzrostem objętości, temperatury i ciśnienia (m.in. wzrost objętości gazów w gwałtownie rosnącej temperaturze, parowanie cieczy i sublimacja ciał stałych w strefie wybuchu).
Wybuch powoduje powstanie fali podwyższonego ciśnienia. W zależności od prędkości rozchodzenia się tej fali wyróżnia się m.in. deflagrację (zwaną też „wybuchem właściwym”), detonację (fala podwyższonego ciśnienia nazywana falą uderzeniową) lub eksplozję; pojęcie „eksplozja” bywa też uznawane za synonim „wybuchu”. Przeciwieństwem eksplozji jest implozja.

## Rys historyczny

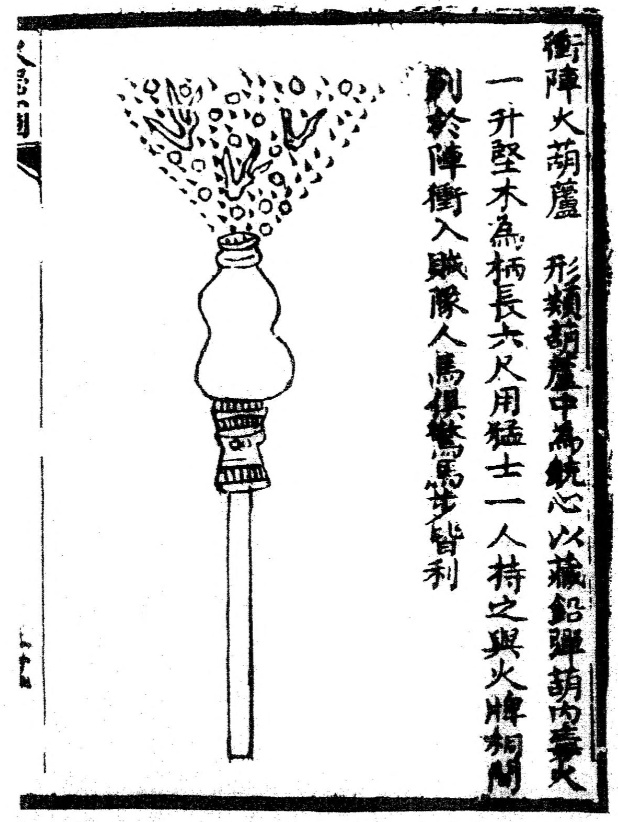
Chińska lanca ognista – pierwsza broń palna

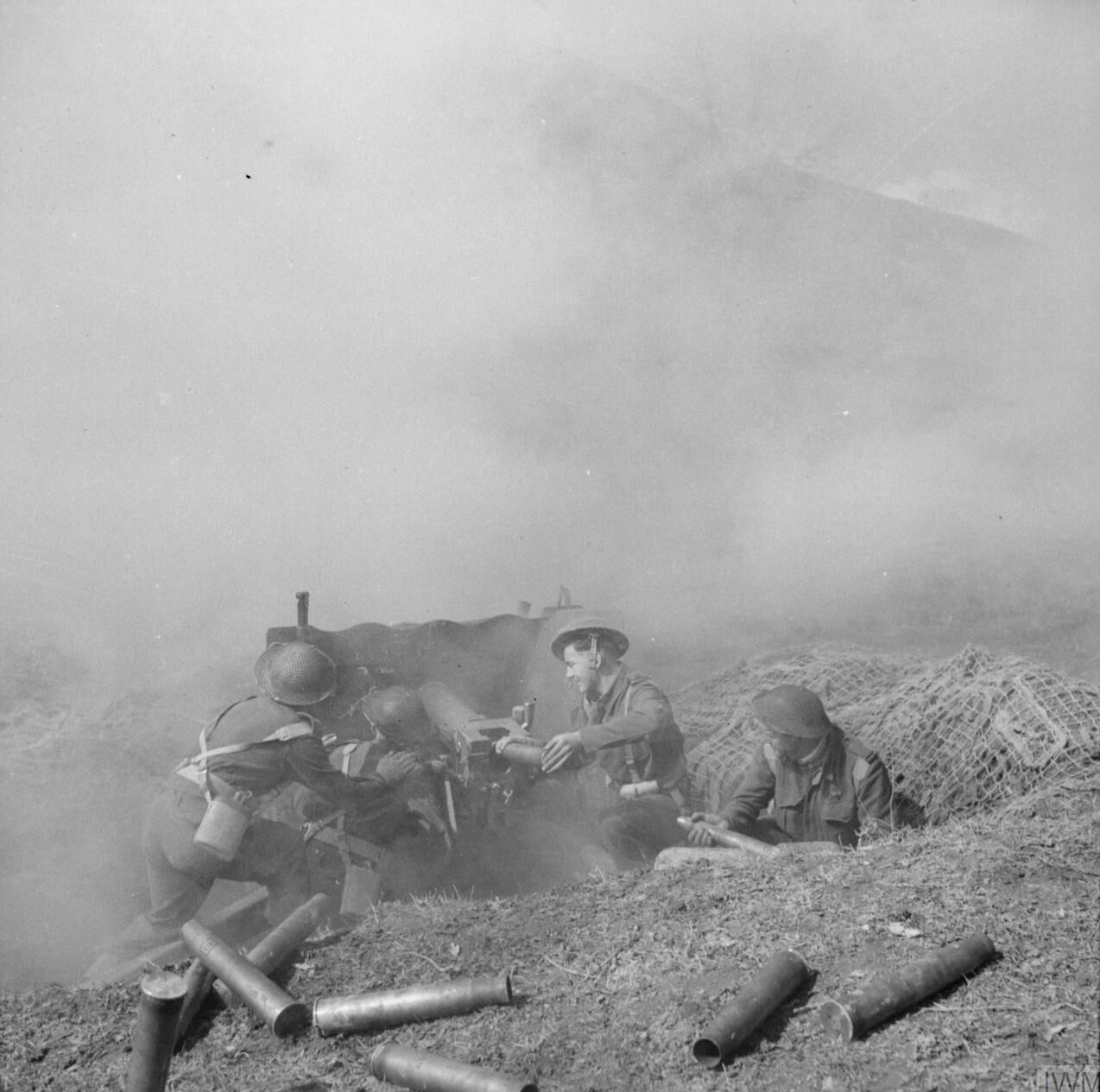
Bitwa o Monte Cassino, rok 1944

Historia badań zjawiska wybuchu ściśle wiąże się z historią rozwoju technologii wytwarzania materiałów wybuchowych i historią broni palnej. Historię technik artyleryjskich rozpoczynały etapy:
1. Do XIV w. – okres przed wprowadzeniem broni palnej; stosowanie mas zapalających zawierających saletrę, odkrytą w Chinach setki lat przed naszą erą, stanowiącą później główny składnik mieszanek wybuchowych, w tym prochu czarnego.
2. Połowa XIV w. do połowy XIX w. – długi okres stosowania broni gładkolufowej i prochu czarnego (w końcu XVIII w. – próby wprowadzenia silniejszych mieszanek wybuchowych, zawierających sól Bertholleta, węgiel i siarkę, zob. proch chloranowy).
3. Od XIX w. – rozwój chemii organicznej i wprowadzenie nowych gatunków prochu strzelniczego używanego w powszechnej już wówczas broni o lufie gwintowanej (zob. bezdymny proch nitrocelulozowy, kordyt, balistyt).

Odkrycie metod otrzymywania i właściwości nitrogliceryny, wiązane z nazwiskami Nikołaja N. Zinina i Alfreda Nobla, doprowadziło do opracowania technologii produkcji mas kruszących (zob. dynamit).
Rozwój technologii kruszących materiałów wybuchowych miał duże znaczenie gospodarcze w okresie nazywanym wiekiem pary i elektryczności – usprawnił np. wydobycie węgla, rud metali i innych surowców. Postęp wiedzy na temat procesu spalania, w tym spalania wybuchowego, umożliwił np. skonstruowanie pierwszych silników spalinowych, a wiedza na temat wybuchów zbiorników ciśnieniowych (butle, autoklawy przemysłowe i.in.) ułatwiła rozwój chemicznych technologii wysokociśnieniowych (np. synteza NH3 metodą Habera-Boscha). Znaczna część uruchamianych w tym czasie hut i zakładów chemicznych (w tym instalacje syntezy amoniaku) należała do przemysłu zbrojeniowego. O szybkości rozwoju tej gałęzi przemysłu świadczy zestawienie informacji o liczbie amunicji, wystrzelonej na różnych frontach kilku wojen:
- wojna francusko-pruska – ok. 650 tys. pocisków zużytych przez Prusy
- wojna rosyjsko-japońska – ok. 900 tys. pocisków zużytych przez Rosję
- I wojna światowa – ponad miliard wystrzałów z dział o różnych kalibrach (zużycie ok. 3 mln pocisków o kalibrze 75 mm na 15 km frontu pod Verdun w czasie 13–26 sierpnia 1917 roku)
- II wojna światowa – ok. 240 mln pocisków, min i bomb oraz 7,4 mld naboi karabinowych, produkowanych w ZSRR w roku 1944

W czasie trwania II wojny światowej i po jej zakończeniu nastąpił postęp nauki i techniki, który sprawił, że zwielokrotniły się możliwości wykorzystania energii wydzielanej w czasie wybuchów, zarówno prowadzących do zniszczeń (np. historia broni jądrowej), jak ułatwiających np. pokojową eksplorację przestrzeni kosmicznej (zob. silnik rakietowy) lub prowadzenie takich procesów technicznych, jak platerowanie wybuchem. Wiedza o mechanizmach wybuchów (m.in. mechanizmach reakcji chemicznych i procesów fizykochemicznych lub dynamice płynów) oraz ich termodynamice ułatwia też wyjaśnienie niektórych gwałtownych zjawisk naturalnych, np. eksplozji parowych na wybrzeżach wysp wulkanicznych lub freatycznych erupcji wulkanów (o podobnym mechanizmie).

## Definicje i klasyfikacja

Schemat eksplozji (na górze) i implozji (na dole)

Według jednej z dawnych, ogólnych definicji pojęcia „wybuch”, jest on zjawiskiem:

…momentalnego naruszenia stanu równowagi układu z jednoczesnym wykonaniem mechanicznej pracy poruszenia lub niszczenia otaczającego środowiska.

Definicja odwołuje się do fizycznego pojęcia równowagi termodynamicznej i zmian stanu układu, zachodzących zgodnie z zasadami termodynamiki, w tym termodynamiki chemicznej. Według pierwszej zasady termodynamiki wielkość pracy (symbole {\displaystyle \Delta A} lub {\displaystyle W}) – wykonywanej na układzie przez otoczenie lub przez układ na otoczeniu (np. przesunięcie tłoka silnika spalinowego, przepływ prądu elektrycznego, przemieszczenia lub zniszczenia obiektów w otoczeniu) – i ilości energii wymienianej z otoczeniem na sposób ciepła (Q) – jest związana ze zmianą energii wewnętrznej (ΔU) układu:
{\displaystyle \Delta U=Q+W.}
Od innych procesów zmiany stanu układu wybuch odróżnia jego gwałtowność, sprawiająca, że proces jest trudny do opanowania (kontroli przebiegu i przewidywania ostatecznych skutków). Może mieć charakter fizyczny (np. awarie zbiorników i rurociągów ciśnieniowych, gwałtowna przemiana fazowa wody w parę) lub chemiczny (najczęściej spalanie).

Klasyfikacja wybuchów:
♦ wybuchy chemiczne (np. rozgałęzione reakcje łańcuchowe),
– homogeniczne, zachodzące w całej masie, inicjowane cieplnie/termicznie (ang. thermal runaway) lub fotochemicznie,
– heterogeniczne (przemieszczający się front reakcji),
♦ wybuchy fizyczne (gwałtowne wydzielenie się energii mechanicznej, np. wzrost ciśnienia, BLEVE)

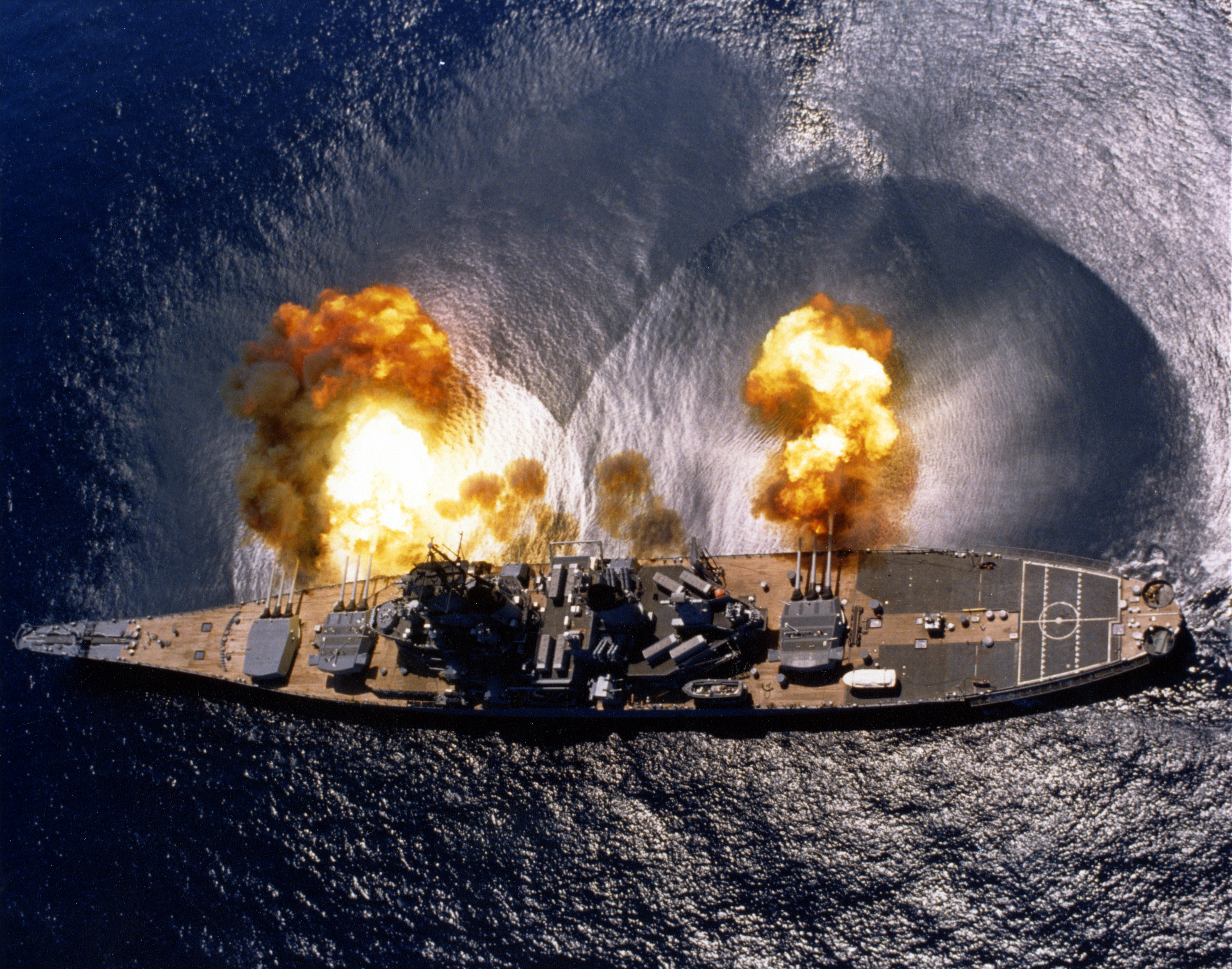
Salwa z pancernika USS Iowa (BB-61); woda obrazuje falę uderzeniową

Struktura fali detonacyjnej według modelu ZND (Zaldowicza, Neumanna i Döringa)

Wyodrębnia się dwa typy wybuchów chemicznych:
- homogeniczne – zachodzące w całej objętości palnej mieszaniny, z gwałtownym wzrostem temperatury w tej objętości; możliwe jest tu występowanie wybuchów cieplnych/termicznych lub fotochemicznych (chemiczny wybuch cieplny zachodzi wówczas, gdy ilość wydzielanego ciepła reakcji jest większa od ciepła oddawanego do otoczenia, a spowodowany tym wzrost temperatury układu zwiększa szybkość reakcji)
- heterogeniczne – w których strefa reakcji (np. płomień) przemieszcza się przez mieszaninę palną z określoną prędkością:
  - mniejszą niż prędkość dźwięku – deflagracja, inaczej „wybuchowe spalanie”, zakres prędkości: 10–100 m/s, ciśnienie przed frontem fali do 0,7–1 MPa, temperatura do 2000–30000 K
  - większą od prędkości dźwięku – detonacja, „wybuch detonacyjny” związany z burzliwym charakterem przepływu mieszaniny, który umożliwia auto-przyspieszenie frontu płomienia i fali ciśnienia, nazywanej w tym przypadku falą uderzeniową; strefa reakcji przemieszcza się z szybkością 1000–3000 m/s lub większą (do 8000 m/s dla cieczy lub ciał stałych), a ciśnienie osiąga 20–40 barów; gwałtowne adiabatyczne sprężanie w fali uderzeniowej – sprężanie uderzeniowe – powoduje ogrzanie reagentów powyżej temperatury zapłonu i dalszą propagację wybuchu, na tyle szybką, że strefa reakcji nie jest wyprzedzana przez falę ciśnienia (uniemożliwia to wykorzystywanie ciśnienia jako sygnału ostrzegawczego w systemach ochronnych)

W nomenklaturze saperskiej jako kryterium stosowana jest wartość 400 m/s rozchodzenia się fali uderzeniowej:
- deflagracja (wybuch właściwy) – prędkość fali uderzeniowej <400 m/s
- eksplozja – prędkość fali uderzeniowej >400 m/s, ale mniejsza od maksymalnej
- detonacja – prędkość fali uderzeniowej (detonacyjnej) maksymalna dla danego materiału w danych warunkach, z zachowaniem warunku >400 m/s (zob. lista prędkości detonacji związków wybuchowych)

Wybuch tej samej substancji chemicznej może mieć charakter deflagracji, detonacji lub eksplozji, ponieważ prędkość rozchodzenia się fali ciśnienia zależy od właściwości tej substancji (np. masy, stopnia sprasowania, wilgotności, zawartości domieszek) oraz od warunków zewnętrznych (przestrzeń otwarta lub zamknięta, laminarny lub burzliwy przepływ gazów, temperatura i wilgotność powietrza). Ilustrują to poniższe przykłady:
- prędkość rozchodzenia się fali ciśnienia przy detonacji heksylu jest zależna od jego gęstości:
  - 1,58 g/cm³ – 6900 m/s
  - 1,64 g/cm³ – 7100 m/s
  - 1,67 g/cm³ – 7150 m/s
- nitroceluloza ulega podczas ogrzewania rozkładowi, którego szybkość zależy od stopnia znitrowania, temperatury i czasu ogrzewania; może być bez rozkładu ogrzewana przez kilka tygodni w temperaturze ok. 80 °C; w temperaturze 130 °C po kilku godzinach ulega denitracji (z wydzielaniem tlenków azotu); wybucha w zakresie temperatur 180–186 °C (prędkość detonacji 6300 m/s)
- piorunian rtęci(II) należy do najbardziej wrażliwych materiałów inicjujących, jednak przy zawartości 10% wilgoci pali się bez detonacji, a przy 30% – nie zapala się

Zgodnie z nomenklaturą saperską tzw. Wielki Wybuch miał charakter detonacji, a nie wybuchu.

## Mechanizm wybuchów
Do wybuchów prowadzą reakcje nazywane łańcuchowymi, często rozgałęzione, wśród których wyróżnia się:
- wiele rodnikowych reakcji następczych, w których rodniki powstające w kolejnych etapach biorą udział w etapach następnych
- przemiany jądrowe, np. reakcje rozszczepienia, w których produkty kolejnych etapów, np. neutrony, biorą udział w etapach następnych

### Wybuchy chemiczne
Typową reakcją chemiczną, która przebiega w określonych warunkach jako reakcja wybuchowa, jest reakcja spalania, np. spalanie wodoru w tlenie, z utworzeniem wody. Mechanizm takich reakcji był przedmiotem badań Nikołaja Siemionowa i Cyrila Hinshelwooda, którzy za swoje prace otrzymali w roku 1956 Nagrodę Nobla w dziedzinie chemii.
W przebiegu reakcji łańcuchowych – nie zawsze prowadzących do wybuchu – zachodzą liczne reakcje proste, które podzielono na trzy typy:
- reakcje inicjujące łańcuch, zachodzące w stosunkowo powolnym indukcyjnym okresie reakcji łańcuchowej, prowadzące do powstania cząsteczek aktywnych (zwykle rodników) i wydzielania energii, która nie jest dostatecznie szybko odprowadzana z układu
- reakcje rozwijające łańcuch, w których aktywne produkty reakcji inicjujących są substratami, a powstają kolejne cząstki aktywne – jedna lub więcej (początek rozgałęzienia łańcucha)
- reakcje przerywające łańcuch (nieprowadzące do powstania cząstek aktywnych)

W przypadku spalania wodoru w tlenie zachodzą m.in. 
- reakcje inicjujące łańcuch:

H2 + O2 = 2 •OH – 11,9 kcal
H2 = •H + •H + 103,8 kcal
- reakcje rozwijające łańcuch bez jego rozgałęzienia, np.:

•OH + H2 = H2O + •H + 0 kcal
•O• + H2 = •OH + •H – 13,1 kcal
•H + •H + O2 = •OH + •OH
•H + O2 + M = •HO2 + M
- reakcje rozwijające łańcuch z jego rozgałęzieniem, np.:

•H + O2 = •O• + •OH + 1,3 kcal
Trzeci z wymienionych przykładów reakcji rozwijających łańcuch wymaga zajścia potrójnych zderzeń reagentów (zob. teoria zderzeń), które są znacznie mniej prawdopodobne od zderzeń podwójnych. W przykładzie czwartym symbol M oznacza składnik niebędący reagentem, lecz zmniejszający szybkość reakcji jako czynnik odbierający nadmiar energii. Reakcjami przerywającymi łańcuch są np. zderzenia rodników z odbierającymi nadmiar energii cząsteczkami chemicznymi w fazie gazowej (np. cząsteczkami substancji przeciwstukowych, dodawanych do paliw, zob. liczba oktanowa), cząstkami pyłu lub ściankami naczynia (jego kształt może sprzyjać zahamowaniu procesu).
W warunkach małych ciśnień prawdopodobieństwo dezaktywujących zderzeń aktywnych cząstek ze ścianą naczynia jest duże. Wraz ze wzrostem ciśnienia rośnie prawdopodobieństwo wcześniejszych zderzeń umożliwiających rozwijanie łańcucha, a po przekroczeniu granicy nazywanej dolną granicą ciśnienia wybuchu {\displaystyle (p_{d})} o szybkości całego procesu zaczynają decydować reakcje rozgałęziające. Pojawiające się trudności z odprowadzeniem ciepła reakcji dodatkowo utrudniają zahamowanie reakcji – ulega ona autoprzyspieszaniu w wyniku tzw. wybuchu cieplnego (sprzężenie zwrotne dodatnie). W przypadku reakcji spalania wodoru w tlenie wartość {\displaystyle p_{d}} wynosi ok. 450 °C (zob. przytoczona powyżej reakcja •H z O2). Po przekroczeniu kolejnego progu – górnej ciśnieniowej granicy wybuchu {\displaystyle (p_{g})} – stają się bardziej prawdopodobne reakcje przerwania łańcucha w wyniku zderzeń potrójnych (do wybuchu nie dochodzi). Wartości {\displaystyle p_{d}} i {\displaystyle p_{g}} zależą od wielu czynników, tj. skład gazów (w tym zawartość zanieczyszczeń reagentów), kształt zbiornika, temperatura (na wykresie zilustrowano orientacyjnie zmianę zakresu między {\displaystyle p_{d}} i {\displaystyle p_{g}} wraz ze wzrostem temperatury od 440 do 490 K, w zakresie ciśnień od 5–60 mmHg).
Wpływ rodzaju związków chemicznych lub określonych mieszanin tych związków (np. benzyna) w mieszaninach z powietrzem na prawdopodobieństwo wybuchu ilustrują zestawienia wartości dolnej i górnej stężeniowej granicy wybuchowości, dotyczące nie tylko gazów i par cieczy, powszechnie uznawanych za palne, lecz również zapalności pyłów pochodzenia organicznego lub pyłów metalicznych.
Górną i dolną granicę stężeniową wybuchowości mieszanin {\displaystyle (V_{m})} można oszacować na podstawie odpowiednich granic wybuchowości jej składników {\displaystyle (V_{i})} i odpowiednich stężeń {\displaystyle (P_{i}\%,\Sigma P_{i}=100\%),} korzystając ze wzoru Le Chateliera:
{\displaystyle V_{m}={\frac {100}{{\frac {P_{1}}{V_{1}}}+{\frac {P_{2}}{V_{2}}}+\ldots +{\frac {P_{n}}{V_{n}}}}}.}

### Wybuchy fizyczne (mechaniczne)
Wiele zagrożeń wiąże się np. ze stosowaniem technologii wysokociśnieniowych w przemyśle chemicznym (np. synteza amoniaku, produkcja polietylenu i polipropylenu), z transportem rurociągowym, drogowym lub kolejowym substancji łatwopalnych, takich jak ropa naftowa lub paliwa (zob. cysterna). Wybuchy są inicjowane wskutek np. rozszczelnienia reaktorów, rurociągów lub cystern. Przyczyną zdarzeń nazwanych BLEVE jest rozszczelnienie zbiorników zawierających ciekłe substancje o temperaturze wrzenia niższej od temperatury otoczenia. Wrzenie cieczy, ulatnianie się par i powstawanie ich mieszanin z powietrzem prowadzi do chemicznego etapu zdarzenia – zapłonu chmury par. Następuje wówczas sprzężenie zwrotne dodatnie – energia uwalniana na sposób ciepła (ciepło spalania) powoduje wzrost szybkości parowania cieczy w zbiorniku i dalszy wzrost ilości uwalnianej energii (chemiczny wybuch cieplny).
Charakter wybuchu może mieć również proces gwałtownego parowania wody (eksplozja parowa).
Do takich efektów dochodzi np. w sytuacjach, gdy gorący strumień lawy wulkanicznej, spływa zboczem wulkanu do morza (zob. też lawina piroklastyczna). W warunkach podwyższonego ciśnienia hydrostatycznego w bezpośrednim otoczeniu gorących buł lawy dochodzi do znacznego przegrzania wody. Wrzenie rozpoczyna się gwałtownie, a powstająca sprężona para jest wyrzucana, wraz z dużymi masami wody, na znaczne wysokości.
Zjawiska typu eksplozji parowych połączonych z zapłonem łatwopalnych cieczy noszą nazwę wyrzutów. Występują np. podczas pożarów zbiorników z ropą naftową w chwili dotarcia rozgrzanych warstw ropy do dna zbiornika, na którym zgromadzona jest woda. Podobne zjawiska w mniejszej skali zdarzają się podczas prób gaszenia wodą płonącego oleju jadalnego. Ponadto jeśli do silnie rozgrzanego oleju (np. podgrzewanego w celu smażenia potraw) dostanie się woda, eksplozje parowe rozpryskują gorącą ciecz na otoczenie; w obecności ognia lub innego źródła ciepła może dojść do zapłonu.
Zjawiska podobne do powszechnie znanych efektów kontaktu gorącego tłuszczu z wodą zachodzą też na granicach między wodą i innymi gorącymi materiałami (np. stopione metale, magma). Są przykładem zjawisk nazywanych ogólnie „eksplozjami cieplnymi”, zachodzącymi na granicy między cieczą gorącą (nazywaną „paliwem”) i bardziej lotną cieczą zimną (nazywaną „chłodziwem”). W badanych układach temperatura paliwa jest wyższa od temperatury wrzenia chłodziwa. Gdy rozdrobnione cząstki chłodziwa zostają wprowadzone do paliwa, niemal natychmiast jest osiągany stan nadkrytyczny; równowaga takiego układu jest chwiejna – łatwo dochodzi do gwałtownego rozprężania chłodziwa, połączonego z wykonywaniem pracy użytecznej.

Eksperyment Entrapment Explo – schemat przebiegu doświadczalnej eksplozji cieplnej na granicy „paliwo” (stopione aluminium, kolor pomarańczowy) – „chłodziwo” (woda, kolor niebieski); kolor żółty – para wodna

## Przebieg i skutki wybranych wybuchów
W serwisie nt. przebiegu i skutków wybranych poważnych awarii opracowanym przez Centralny Instytut Ochrony Pracy, wymieniono następujące awarie związane z wybuchami w zakładach przemysłowych i transporcie materiałów łatwopalnych:
| Data               | Miejsce                          | Przebieg | Liczba ofiar śmiertelnych (ranni i poparzeni) |
| ------------------ | -------------------------------- | --- | --------------------------------------------- |
| 26 czerwca 1971    | Czechowice-Dziedzice             | W wyniku uderzenia pioruna zapalił się jeden ze zbiorników rafinerii. Nadzór zakładu nie podjął odpowiednich środków zapobiegających rozprzestrzenianiu się ognia (nie przerwano przetłaczania ropy z cystern kolejowych i do destylacji); nastąpił wybuch dwóch zbiorników i znaczne rozprzestrzenienie się pożaru. | 37 (ponad 100)                                |
| 1 czerwca 1974     | Flixborough, Wielka Brytania     | W zakładach chemicznych Nypro Ltd produkujących kaprolaktam (surowiec do produkcji nylonu) wskutek pęknięcia rurociągu uwolniło się około 80 ton gorącego cykloheksanu. Mieszanina jego par z powietrzem wybuchła z siłą równoważną wybuchowi 30 ton TNT. Powstała chmura zawierająca ok. 2 kg TCDD (dawka śmiertelna dla człowieka: ok. 0,1 mg). | 28 (kilkaset)                                 |
| 1978 rok           | Los Alfaques, Hiszpania          | Eksplozja na kempingu Los Alfaques w Alcanar: Katastrofa w pobliżu nadmorskiego kempingu. Wybuch spowodowało uszkodzenie cysterny z 23 tonami skroplonego propylenu (rozpadła się na 3 części). | 277 (67)                                      |
| 19 listopada 1984  | San Juanico – Ixhuatepec, Meksyk | Jedna z najtragiczniejszych na świecie eksplozji gazu, do której doszło w wielkim magazynie LPG (48 poziomych zbiorników cylindrycznych, o masie własnej ok. 20 t i zbiorniki sferyczne o pojemności 2400 i 1500 m³). Wskutek przegrzania wybuchło 15 spośród zbiorników cylindrycznych, zamieniając się w pociski, które przemieściły się na odległość do 1200 m. Zbiorniki sferyczne uległy wybuchom BLEVE, tworząc kule ogniste o średnicy 200–300 m, silny podmuch oraz „deszcz ognia” (krople płonącego gazu) i odłamków. Ewakuowano ok. 60 000 osób. | 550 (ponad 2000)                              |
| 3 grudnia 1984     | Bhopal, Indie                    | Katastrofa w Bhopalu: W zakładzie koncernu Union Carbide, produkującym m.in. karbaryl i MIC doszło do niekontrolowanego przyspieszenia egzotermicznych reakcji chemicznych (procesy polimeryzacji, hydroliza MIC). Doszło do uwolnienia do atmosfery dużych ilości niebezpiecznych, toksycznych substancji chemicznych. Ewakuowano ok. 200 000 osób. | ok. 16 000 (100 000)                          |
| 1989 rok           | Asza-Ufa, BASRR                  | Katastrofa kolejowa pod Ufą: Eksplozja rurociągu gazu ziemnego w chwili, gdy dwa pociągi osobowe (ok. 1200 pasażerów) mijały się w pobliżu uszkodzonego rurociągu. Iskry spod kół pociągów spowodowały zapłon. | 645 (ponad 1200)                              |
| 13 maja 2000       | Enschede, Holandia               | Wybuch materiałów pirotechnicznych w fabryce sztucznych ogni. | 20 (ok. 1000)                                 |
| 21 września 2001   | Tuluza, Francja                  | Seria wybuchów w magazynach AZF firmy Grande Paroisse, w których znajdowało się ok. 400 ton azotanu amonu. | 30 (ok. 2500)                                 |
| 23 marca 2005      | Texas City, Stany Zjednoczone    | Ciąg katastrofalnych zdarzeń na wydziale izomeryzacji zakładu produkującego środki przeciwstukowe (dodatki do benzyny bezołowiowej). Wskutek błędów sterowania doszło do przekroczenia alarmowych poziomów ciśnienia, nadmiernego wzrostu temperatury i utraty kontroli nad parametrami procesowymi. Nastąpiły wyrzuty rafinatu (gejzery), eksplozje i pożar. | 15 (ponad 170)                                |
| 29/30 czerwca 2009 | Viareggio, Włochy                | Katastrofa kolejowa w Viareggio: Wykoleił się pociąg z czternastoma wagonami-cysternami z LPG, 3 wagony-cysterny uderzyły w budynki; dwie eksplodowały. Ewakuowano ok. tysiąca osób. | 22 (33)                                       |
| 2 lipca 2010       | Sange, DR Kongo                  | Eksplozja w Sange: W czasie transportu samochodowego w odległości ok. 70 km od Bukavu przewróciła się – prawdopodobnie z powodu złego stanu nawierzchni – cysterna samochodowa przewożąca ok. 50 tys. litrów benzyny. Zapłon nastąpił po kilku minutach, a następnie doszło do wybuchu. Cysternę otaczali ludzie próbujący gromadzić wypływające paliwo. | 230 (214)                                     |

Katastrofy, w których wyniku dochodzi do wybuchów cystern z paliwem, zdarzają się stosunkowo często, zwłaszcza w krajach o gorącym klimacie, w których nie ma dobrych połączeń drogowych. W Afryce doszło do takich zdarzeń m.in. w marcu 2007 roku (stan Kaduna w Nigerii, ponad 100 ofiar śmiertelnych), w styczniu 2008 roku (okolice Port Harcourt, Nigeria: kilkadziesiąt ofiar śmiertelnych), w sierpniu 2008 roku (północny Kamerun, kilkadziesiąt ofiar śmiertelnych), w listopadzie 2008 roku (Ghana, co najmniej 22 ofiary śmiertelne), w październiku 2009 roku (stan Anambra w Nigerii, co najmniej 70 ofiar śmiertelnych).
Kilka ogromnych katastrof spowodowanych zostało wybuchem azotanu amonu, m.in.:
- 21 września 1921 – katastrofa w Oppau (obecnie dzielnica Ludwigshafen), zginęło ponad 500 osób[40][41]
- 16 kwietnia 1947 – katastrofa w Texas City, 581 ofiar śmiertelnych

W wykazach ofiar eksplozji często brakuje ścisłych informacji na temat przyczyn i przebiegu katastrofalnych wydarzeń w obiektach wojskowych. Spośród nich znane są m.in. następujące zdarzenia, w czasie których śmierć poniosło ponad 100 osób:
- 13 maja 1984 roku – główny skład uzbrojenia radzieckiej Floty Północnej w Siewieromorsku (prawdopodobnie około 200 ofiar)
- grudzień 1984 roku – podziemna fabryka zbrojeniowa na Syberii (około 200 ofiar)
- 10 kwietnia 1988 roku – skład amunicji k. Islamabadu, Pakistan (ponad 100 ofiar; według części źródeł – około 1000)
- 17 sierpnia 1988 roku – fabryka zbrojeniowa w okolicach Bagdadu, Irak (ponad 700 ofiar)
- 28 maja 1991 roku – skład amunicji w Addis Abeba, Etiopia (kilkaset ofiar)
- 30 października 1991 roku – skład amunicji w Korei Północnej (około 120 ofiar)
- 27 stycznia 2003 roku – skład amunicji w Lagos, Nigeria; pociski rakietowe spadały nawet w odległości 30 km (według różnych źródeł od kilkudziesięciu do ponad 1000 ofiar)